# 葛飾区立上小松小学校
葛飾区立上小松小学校（かつしかくりつ かみこまつしょうがっこう）は、東京都葛飾区奥戸4丁目にある公立小学校。

## 沿革
出典
- 1972年（昭和47年）
  - 3月28日 - 第一期校舎落成。同日、開校。
  - 5月1日 - 開校記念日と制定する。
  - 5月6日 - 校庭固定施設（低鉄棒、のぼり棒、雲梯、すべり台、ジャングルジム）設置。
  - 7月5日 - 校章制定。
  - 11月28日 - PTA設立総会開催。
- 1973年（昭和48年）
  - 3月6日 - 校歌制定。
  - 4月1日 - プレハブ校舎2教室完成。
- 1974年（昭和49年）
  - 3月20日 - 第二期校舎（普通教室7、特別教室4（図書室、音楽室、準備室(2)）落成。
  - 7月9日 - プール完成。
- 1976年（昭和51年）6月15日 - プレハブ校舎6教室完成。
- 1981年（昭和56年）
  - 3月20日 - 創立十周年記念樹（桜7本、こぶし2本、もくれん3本）。
  - 6月2日 - 創立十周年記念式典挙行し、記念祝賀会開催。
- 1982年（昭和57年）
  - 6月25日 - プレハブ校舎撤去し、体育倉庫及び花壇新設、飼育小屋、遊具等移動整理。
  - 9月5日 - 校庭ダスト舗装工事完了。
- 1985年（昭和60年）8月31日 - 給食室改良工事完了。
- 1987年（昭和62年）2月21日 - 創立十五周年記念誌発行。
- 1989年（平成元年）3月31日 - 緑化工事完了。
- 1990年（平成2年）9月1日 - 音楽室エアコン設置し、保健室本床に張替え。
- 1991年（平成3年）
  - 7月8日 - 給食室改修工事。
  - 11月30日 - 創立20周年記念式典挙行し、記念祝賀会開催。
- 1992年（平成4年）
  - 4月1日 - 機械警備開始。
  - 7月23日 - 校舎外壁塗装。
- 1993年（平成5年）
  - 1月15日 - 体育館照明器具改修。
  - 9月6日 - 体育館舞台照明改修。
- 1994年（平成6年）
  - 7月1日 - 冷暖房設置（校長室、職員室、事務室、主事室）。
  - 10月5日 - 校門改修（正門及び校庭側）。
- 1995年（平成7年）12月20日 - コンピュータルーム設置。
- 1996年（平成8年）
  - 9月2日 - 理科室改修工事完了。
  - 12月7日 - 創立25周年記念集会開催し、記念誌発行。
- 1998年（平成10年）8月24日 - 屋上フェンス改修。
- 2001年（平成11年）
  - 8月31日 - 給排水改修工事完了。
  - 10月20日 - 創立30周年記念式典挙行し、記念祝賀会開催。
- 2002年（平成14年）4月1日 - この年度から、学校完全週5日制始まる。
- 2003年（平成15年）2月3日 - 学校開放型児童健全育成モデル事業（わくわくチャレンジ広場）開始。
- 2005年（平成17年）
  - 4月1日 - 正門側玄関の電子錠システム設置。
  - 8月31日 - 屋上防水工事。
- 2006年（平成18年）
  - 2月28日 - プール床面・フェンス塗装。
  - 8月31日 - 耐震補強工事と各教室のパーティション工事および東側トイレ改修が終了。
- 2007年（平成19年）
  - 1月25日 - 開校35周年記念集会開催し、記念誌発行。
  - 3月31日 - 備蓄倉庫移設完了。
  - 8月31日 - 体育館床改修完了。
- 2008年（平成20年）3月21日 - 会議室、資料室の移転及び改修完了。
- 2009年（平成21年）3月20日 - 東門前スロープ改修工事完了。
- 2010年（平成22年）3月20日 - 正面玄関階段・スロープ改修工事完了。
- 2011年（平成23年）
  - 9月8日 - 校庭改修工事完了。
  - 9月13日 - 体育館壁面塗装完了。
  - 11月26日 - 創立40周年記念式典挙行。
- 2013年（平成25年）6月11日 - プール改修工事完了。
- 2014年（平成26年）3月24日 - トイレ改修工事完了。
- 2016年（平成28年）
  - 同年内 - 外壁塗装工事完了。
  - 10月13日 - 創立45周年記念集会開催し、記念誌発行。
- 2021年（令和3年）
  - 4月1日 - GIGAスクール構想により、1人1台タブレット配布。
  - 8月31日 - 体育館エアコン設置と体育館床張替の両工事。
  - 10月30日 - 創立50周年記念式典挙行[3]。

## 教育目標
- ○明るく元気な子
- ○進んで学ぶ子
- ○仲よく助け合う子

## 通学区域
出典
- 奥戸4丁目（全域）
- 東新小岩2丁目（全域）
- 東新小岩4丁目（全域）
- 東新小岩6丁目（全域）

## 進学先中学校
出典
- 葛飾区立上平井中学校 - 東新小岩2丁目を除く地域から通う児童の主な進学先
- 葛飾区立小松中学校 - 東新小岩2丁目から通う児童の主な進学先

## 学校周辺
- 西井堀緑道（葛飾区道）
- 葛飾区立東新小岩保育園 - 進級前保育園のひとつ
- 新小岩自動車学校
- 新小岩サニーゴルフ（ゴルフ練習場）
- 新小岩サニーボウル（ボウリング場）
- 東京天然温泉古代の湯（健康ランド）
- 葛飾区立奥戸しらさぎ公園
- 天祖神社
- 正福寺
- このほか、『奥戸しらさぎ公園』以外の公園や中小規模のマンション・アパートなども点在する。

## 交通アクセス
- 京成バス・京成タウンバスの「新金01」・「新小58」の各系統で、「奥戸四丁目」停留所下車後、
  - 「新金01」・「新小58」各系統の新小岩駅方面行のりばから、徒歩約100m・約1～2分。
  - 「新金01」系統の金町駅方面行、「新小58」系統のタウン車庫・亀有駅方面行のりばから、徒歩約145m・約2分。